# Гентош, Андрей Владимирович
Андрей Владимирович Гентош (укр. Андрій Володимирович Ґентош; род. 1978) — украинский спортсмен и тренер; Мастер спорта Украины (1996), Мастер спорта Украины международного класса (2002).

## Биография
Родился 20 июня 1978 года в городе Жидачов Львовской области Украинской ССР.
Заниматься тяжёлой атлетикой начал у тренера Б. Цара. Затем тренировался у И. Василишина и В. Плюта.
Становился чемпионом Украины в 2005 году в весовой категории до 85 кг. Владелец Кубков Украины 2003, 2004 и 2006 годов. Рекордсмен Украины в ривке (169 кг и 171 кг). Его наилучший результат — 368 кг в сумме двоеборья (2006). Андрей Гентош был участником чемпионатов Европы 2003 (Греция) и 2006 (Польша) годов. Выступал в составе команды спортивного общества «Динамо» (Львов).
В 1996—2000 годах учился во Львовском государственном университете физической культуры, где стал работать преподавателем по предмету «Повышение спортивного мастерства».
С 2011 года — тренер-преподаватель ЛДЮСШ «Энергетик». В 2013—2014 годах — тренер-преподаватель Львовской школы высшего спортивного мастерства по тяжёлой атлетике. С 2015 года Андрей Гентош — старший тренер национальной сборной команды Украины по тяжёлой атлетике. Является членом исполкома Львовской областной федерации тяжёлой атлетики.